# Новая Жизнь (Ветковский район)
Новая Жизнь (бел. Новае Жыццё) — посёлок в Радужском сельсовете Ветковского района Гомельской области Белоруссии.

## География

### Расположение
В 8 км на запад от Ветки, 12 км от Гомеля, 10 км от железнодорожной станции Костюковка (на линии Жлобин — Гомель).

## Транспортная сеть
Транспортные связи по просёлочной, затем автомобильной дороге Гомель — Ветка. Планировка состоит из прямолинейной улицы, ориентированной с юго-запада на северо-восток и застроенной двусторонне деревянными домами усадебного типа.

## История
Основан в начале XX века переселенцами из соседних деревень. В 1926 году в Радужском сельсовете Веткаўского района Гомельского округа. В 1929 году жители вступили в колхоз. В 1940 году. Во время Великой Отечественной войны освобождён от оккупации 16 октября 1943 года. 13 жителей погибли на фронте. В 1959 году в составе колхоза «Радуга» (центр — деревня Радуга).

## Население

### Численность
- 2004 год — 10 хозяйств, 14 жителей.

### Динамика
- 1926 год — 32 двора, 165 жителей.
- 1940 год — 30 дворов, 92 жителя.
- 1959 год — 149 жителей (согласно переписи).
- 2004 год — 10 хозяйств, 14 жителей.